# Aleksandr Aleksandrovič Serebrov
Aleksandr Aleksandrovič Serebrov (in russo Александр Александрович Серебров?; Mosca, 15 febbraio 1944 – Mosca, 12 novembre 2013) è stato un cosmonauta sovietico, dal 1992 russo.
Studiò all'Istituto di Fisica e Tecnologia di Mosca (1967) e venne selezionato come cosmonauta il 1º dicembre 1978. Si ritirò il 10 maggio 1995. Era sposato e aveva un figlio.
Partecipò alle missioni Soyuz T-7, Soyuz T-8, Soyuz TM-8 e Soyuz TM-17.